# さとやま・草莽の会
さとやま・草莽の会（さとやま・そうもうのかい）は、2015年に発足した日本の政治団体。

## 概要
さとやま・草莽の会は、日本のベテラン政治家により結成された超党派の団体である。村上正邦、村山富市、矢野絢也、山崎拓らを中心に、日本の政治状況を憂える政治家が結集し設立された。会の趣旨としては「衰退しつつある地方を活性化し、麗しき『瑞穂の国』を何としても再生したい」としており、地方活性化や国土再生をはじめとする、さまざまな政治課題について議論している。
会の発足に際して、村上は「我が国はいま歴史的大転換期を迎えており、少子高齢化が進む中で急激な人口減少によって地方が消滅の危機にあり」「所得格差や都市と地方の格差が急激に拡大し、豊かな自然に恵まれた『瑞穂の国』は、いまや荒廃しつつあ」ると指摘するなど、疲弊した日本の地方や国土に対する危機感を露わにした。そのうえで「かつて国会に議席を有し、国政に携わってきた私にも責任の一端がある」と述べ、この会を通じて「民間の叡智を結集して、世直し運動を実践していきたい」としている。また、この会の活動方針について、村上は「志を同じくする超党派の議員を巻き込んで、この世直し運動を進めてゆきたい」としている。
総じて安倍政権に対し批判的な政治家が多く参加しているが、村上正邦と村山富市のようにメンバー間の思想信条には大きな幅がある。村上は「同人による、自由闊達な議論を積み重ねながら、世直し運動を展開してゆく」としており、趣旨に賛同する政治家には幅広く門戸を開放している。

## 沿革
さとやま・草莽の会は、鳩山由紀夫、藤井裕久、村上正邦、村山富市、矢野絢也、山崎拓の6名が呼掛人となり、2015年3月11日に設立された。同日、憲政記念館にて第1回目の会合が開催された。国会議員経験者としては、白川勝彦、鈴木宗男、谷岡郁子、村上正邦、村山富市、矢野絢也、山崎拓の7名が出席した。また、政治家以外の参加者としては、中央大学大学院公共政策研究科客員教授の稲村公望、日本金融財政研究所所長の菊池英博、政治評論家の中村慶一郎の3名が出席した。太平洋戦争に対する認識について議論が及ぶと、1995年8月15日に発表された内閣総理大臣談話「戦後50周年の終戦記念日にあたって」について山崎が「私は村山談話を全面的に支持している」と述べるなど、当該談話を支持する意見が出された。また、戦後70周年を機に内閣総理大臣の安倍晋三が新談話を発表する件について、村山は「安倍談話には世界が注目している」と述べるとともに、安倍は「侵略」という単語を用いることに疑義を感じているのではないかと指摘した。そのうえで「安定している中に波紋を投げかけて、『また昔の日本に戻るのか』と誤解されている。日本は孤立するのではないか」との懸念を示した。また、沖縄県や普天間基地移設問題について議論が及ぶと、村上は、沖縄県知事選挙と第47回衆議院議員総選挙の結果を見れば辺野古移転案反対が県の民意だろうと指摘した。そのうえで、村上は、沖縄県知事の翁長雄志が県の意思を伝えるため上京しても、安倍や内閣官房長官・沖縄基地負担軽減担当大臣の菅義偉が会おうともしなかったのはおかしいと指摘した。
2015年4月21日、鳩山会館で第2回目の会合が開催された。鈴木宗男、鳩山由紀夫、村山富市の3名を講師とする講演のほか、活発な議論が交わされた。なお、政治家としては、村上正邦、矢野絢也の両名に加え、白川勝彦、谷岡郁子、藤井裕久が出席した。政治家以外の参加者としては、稲村公望に加えて、慶應義塾大学名誉教授の小林節、早稲田大学大学院政治学研究科客員教授の春名幹男、一水会代表の木村三浩らが出席した。北方領土問題、クリミア危機、戦後70周年を機に発表される内閣総理大臣談話など、さまざまな議題が取り上げられた。戦後70周年を機に発表される内閣総理大臣談話については、鳩山から「村山談話の神髄部分を継承していただかなければならない」との意見が出された。

## 特徴
村上正邦、村山富市、矢野絢也、山崎拓など、かつて亀井静香と村上が呼掛人となった円卓会議に参加していたメンバーが多い。そのため、亀井や村上に縁の深い政治家や民間人が多く参加している。また、参加メンバーの中には、かつて創価学会を強く批判していた憲法20条を考える会や四月会にかかわりの深い政治家が多い。憲法20条を考える会の会長や政教分離を貫く会の代表世話人を務め、公明党との連立に強く反発し自由民主党を離党した白川勝彦は、その代表格である。また、公明党で委員長を務めたのちに反創価学会に転じた矢野や、内閣総理大臣在任中に「この国を創価学会の支配下にあるような政党に任せることはできない」と訴えた村山などが参加している。

## 参加メンバー（政治家）
| 氏名 | 氏名       | 所属                  | 過去の代表的な公職 | 過去の代表的な党職       |
| ---- | ---------- | --------------------- | ------------------ | ------------------------ |
|      | 白川勝彦   | 無所属                | 自治大臣           | 新党・自由と希望代表     |
|      | 鈴木宗男   | 新党大地/日本維新の会 | 北海道開発庁長官   | 新党大地代表             |
|      | 谷岡郁子   | 無所属                | 参議院議員         | みどりの風代表           |
|      | 鳩山由紀夫 | 無所属                | 内閣総理大臣       | 民主党代表               |
|      | 藤井裕久   | 民主党                | 財務大臣           | 自由党幹事長             |
|      | 村上正邦   | 無所属                | 労働大臣           | 自由民主党参議院議員会長 |
|      | 村山富市   | 社会民主党            | 内閣総理大臣       | 日本社会党委員長         |
|      | 矢野絢也   | 無所属                | 衆議院議員         | 公明党委員長             |
|      | 山崎拓     | 自由民主党            | 建設大臣           | 自由民主党副総裁         |

- 氏名の五十音順に記載した。
- 「所属」欄は、会に参加した時点での所属政党を記載した。
- 「過去の代表的な公職」欄は、代表的なもののみを一つ記載した。複数の国務大臣を歴任した場合、建制順に最も高位の職を記載した。
- 「過去の代表的な党職」欄は、代表的なもののみを一つ記載した。

## 参加メンバー（民間人）
| 氏名 | 氏名       | 現職                                 | 過去の代表的な職         |
| ---- | ---------- | ------------------------------------ | ------------------------ |
|      | 稲村公望   | 中央大学大学院公共政策研究科客員教授 | 郵政事業庁次長           |
|      | 菊池英博   | 日本金融財政研究所所長               | 文京学院大学経営学部教授 |
|      | 中村慶一郎 | 政治評論家                           | 内閣総理大臣秘書官       |

- 氏名の五十音順に記載した。
- 「現職」欄は、会に参加した時点での役職を記載した。
- 「過去の代表的な職」欄は、代表的なもののみを一つ記載した。